# Estola acrensis
Estola acrensis är en skalbaggsart som beskrevs av Maria Helena M. Galileo och Martins 2009. Estola acrensis ingår i släktet Estola och familjen långhorningar.
Artens utbredningsområde är Guyana. Inga underarter finns listade i Catalogue of Life.